# Église Saint-Laurent de Challes
Pour les articles homonymes, voir Église Saint-Laurent.
L'église Saint-Laurent est une église catholique située à Challes, en France.

## Description
L'église Saint-Laurent s'élève dans le centre de Challes, une commune de la Sarthe à environ 20 km du Mans.

## Historique
L'église a été construite sur une nécropole mérovingienne (des sarcophages ont été retrouvés sous le clocher). Sa construction a commencé à la période romane. Ajouté à la nef originale, un premier transept fut érigé au XIIe siècle. Le clocher remonte au XIVe siècle. La nef fut rebâtie au XVIe siècle et son pignon décoré de graffiti. Les graffiti utilisent une très ancienne technique qui consiste à enduire le mortier frais d'une couche colorée composée d'un mélange de cendres de bois et de chaux, le tout recouvert d'une mince couche de badigeon. Le motif est obtenu en grattant la couche supérieure, laissant apparaître la couche gris-bleuté de cendre et de chaux.
La sacristie date du XVIIe siècle. Enfin, des travaux de consolidation eurent lieu au XVIIIe siècle. Elle est érigée en grès de tuffeau. Son cimetière fut déplacé route de Surfonds au XIXe siècle. Elle vient d'être entièrement restaurée.
L'église est inscrite au titre des monuments historiques par arrêté du 5 décembre 1973.